# Йёрринг
Йёрринг (дат. Hjørring) — город в Дании, административный центр коммуны Йёрринг, входящей в состав области Северная Ютландия. Расположен примерно в 50 км к северу от Ольборга, в 30 км к западу от Фредериксхавна, в 13 км к юго-востоку от Хиртсхальса и в 60 км к юго-западу от Скагена. Расстояние до Копенгагена по автомобильной дороге (через мост Большой Бельт) составляет 467 км.

## История

### Средние века
Хотя археологические открытия показывают, что этот район был заселен уже 10 000 лет назад, невозможно точно определить, когда возник современный город. Тем не менее, Йёрринг, несомненно, является старейшим торговым центром Веннсюсселя и играл важную роль на протяжении всего средневековья. Примерно в 1147-1150 годах в городе начали чеканить монеты. . На найденном брактеате имеется надпись Heringa, что является латинским названием Йёрринга. Здесь проводились собрания сюслы. Город также являлся местом встреч духовенства Веннсюсселя, есть много свидетельств того, что епископ Веннсюссельский проживал в городе по крайней мере в 12 веке.
Уже в раннем средневековье в городе были основаны три церкви: Святого Ганса, Святого Олафа и Святой Екатерины. Старейшая известная королевская хартия, предоставляющая городу статус торгового города, была издана королем Дании Эриком IV 31 марта 1243 года. Статус был подтвержден новыми хартиями, изданными 19 апреля 1484 года, 30 октября 1505 года и 23 сентября 1514 года. Хартия 1505 года создает впечатление о масштабах города: средневековое городское поселение все еще располагалось вокруг трех церквей на вершине холма, на котором находится центр Йёрринга. Собрания духовенства временами привлекали в город много людей и, таким образом, обеспечивали торговлю городским купцам и ремесленникам.

### Периоды реформации и абсолютизма

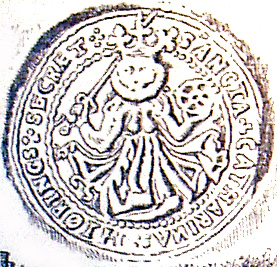
Печать города Йёрринга 1650 года

VI век был периодом упадка для Йерринга. Деятельность сюслы прекратилась где-то в 1520-х годах. Также Графская распря, война за наследство, которая бушевала в Дании с 1534 по 1536 год и привела к реформации в Дании. В результате реформации исчезли близлежащие богатые монастыри - аббатство Берглум и монастырь Врейлев, которые, несомненно, имели деловые отношения с городом. Сравнение налоговых сборов с городов Вендсисселя показывает, что и Скаген, и Сэби в этот период были богаче и крупнее Йёрринга. В 1548-53 годах Йёрринг вновь был резиденцией епископа, а в 1549 году в городе появилась собственная латинская школа. Около 1570 года город, вероятно, был опустошен сильным пожаром.
В 1602 году город поразила чума, а во время Тридцатилетней войны в 1627-29 годах в городе размещались императорские войска. В 1644 году, во время Торстенсонской войны, город был оккупирован шведскими войсками, а после войны здесь разместились датские солдаты. В 1647 году вспыхнул еще один сильный пожар, уничтоживший 17 ферм, а в 1657-58 годах, во время Второй Северной войны, город снова был оккупирован вражескими войсками, которые морили население голодом из-за увольнений и ночлега.
Привилегии города были подтверждены в 1604 и 1648 годах.
Тем не менее в 1672 году в городе проживало 782 человека, но к 18 веку численность населения сократилась еще сильнее. в 1769 году в нем проживало 596 человек, и датский атлас называет его "маленьким городком и небольшой сельской местностью".
В июле 1693 года и снова в 1702 году лесные пожары превратили практически весь город в пепел. После пожара 1702 года от времени, предшествовавшего 1693 году, осталось только 14 домов и 3 амбара. В результате пожаров государство простило задолженность города по налогам, и на несколько лет даже было предоставлено освобождение от налогов, но только в начале 1700-х годов город снова начал укрепляться. 
В 1793 году Йёрринг стал центром графства, что способствовало возрождению города. 1 января 1801 года в городе была открыта ратуша графства.

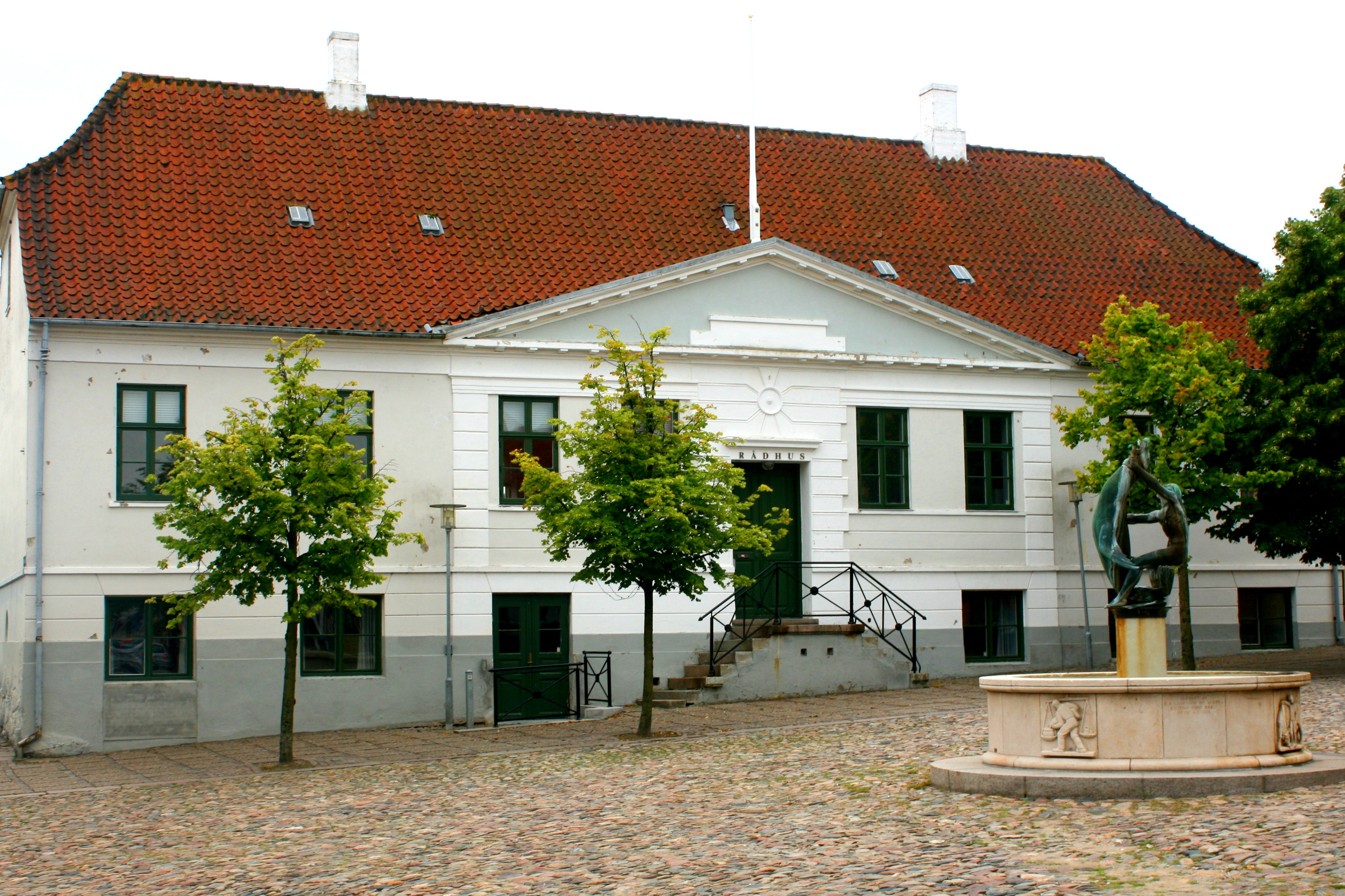
Старая ратуша Йёрринга, построенная в 1834 году.

Англо-Датская война 1807-1814 годов положила конец прибрежной торговле с Норвегией, и прошло несколько лет, прежде чем она смогла возобновиться. Это дало городу второй шанс, поскольку окрестные фермеры теперь снова проявили интерес к сбыту своей продукции в Йёрринге. В соответствии с экономическим развитием город расширил свою площадь, однако в 1819 году произошел еще один пожар, уничтоживший часть города.

### Индустриализация

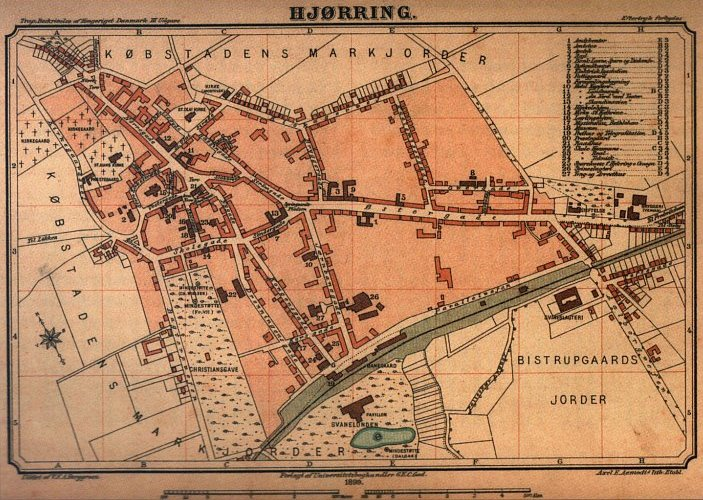
Карта Йерринга 1899 года

Экономический рост по-настоящему начался примерно в 1850 году, а к 1900 году население города увеличилось более чем в четыре раза. Уличная сеть была расширена, и 15 августа 1871 года была открыта железнодорожная линия Вендсиссель между Ольборгом и Фредериксхавном, после чего экспорт пошел через этот город. В дополнение к прядильным фабрикам и швейным фабрикам были созданы новые чугунолитейные заводы и машиностроительные фабрики. В 1883 году была основана пивоварня "Вендия", в 1890 году была открыта табачная фабрика, а в 1891 году была основана кооперативная скотобойня. В 1896 году открыта электростанция.

### Послевоенный период
После Второй мировой войны население Йёрринга продолжало расти. В то же время наблюдался дальнейший рост пригородных поселений за пределами города. Тщательная городская перепланировка в 1960-х годах привела к полному сносу района вокруг Фискербаккена и Бассингаде к югу от церкви Санкт-Олай в пользу парковочных мест. В результате государственной политики регионального развития в 1971 году в город переехало командование армейской техникой. На восточной окраине города возник крупный промышленный район, который по большей части характеризуется металлургической промышленностью.

### 21 век
С открытием автомагистрали между Йёррингом и Бреннерслевом в 2002 году город был соединен с остальной европейской сетью автомагистралей.

## Население
Население города по данным на 1 января 2015 года составляет 25 071 человек.
Динамика численности населения по годам:
| 1986   | 1990   | 1996   | 2000   | 2003   | 2008   | 2009   | 2010   |
| ------ | ------ | ------ | ------ | ------ | ------ | ------ | ------ |
| 23 813 | 24 045 | 24 729 | 24 829 | 24 724 | 24 815 | 24 963 | 24 892 |

## Города-побратимы
- Керава, Финляндия
- Кристиансанн, Норвегия
- Рейкьянесбайр, Исландия
- Рунавик, Фарерские острова
- Тролльхеттан, Швеция[4]